# 영선
아이신 교로 용쇼완(愛新覺羅永璇, 만주어: ᡝᠠᡳᠰᡳᠨ
ᡤᡳᠣᡵᠣ
ᠶᠣᠩ
ᠰᡳᡠ Aisin Gioro Yong Siowan, 1746년 8월 31일 ~ 1832년 9월 1일)은 화석의친왕(和碩儀親王, 만주어: ᡥᠣᡧᠣᡳ
ᠶᠣᠩᠰᠣ
ᠴᡳᠨ
ᠸᠠᠩ Hošoi Yongso Cin Wang)으로 청 제국의 제6대 황제 건륭제(乾隆帝)의 서자(庶子)이며, 제7대 황제 가경제(嘉慶帝)의 이복 형이다.

## 생애
건륭제와 그의 측실 숙가황귀비 긴갸씨 사이에서 출생하였으며, 본부인 1명과 측실 1명 사이에 슬하 2남을 두었다. 부황 건륭제가 붕어한 이후에도 그는 이복 아우 가경제와 이복 조카 도광제(道光帝) 치세 때까지 황족 종실 원로의 신분으로 가경제와 도광제의 공경을 한몸에 받았다.
틀:건륭제의 대리청정